# Mariebäck
Mariebäck är ett naturreservat i Bjurholms kommun i Västerbottens län.
Området är naturskyddat sedan 2017 och är 19 hektar stort. Reservatet omfattar en höjd öster om Öreälven. Reservatet består av blandbarrskog.